# Anolis gingivinus
Anolis gingivinus, ook Anguillabankanole is een soort van de familie anolissen (Dactyloidae) die endemisch is op de Kleine Antilleneilanden van Anguilla, Sint Maarten en Saint-Barthélemy.

## Verspreiding en habitant
De anolis gingivinus wordt veel aangetroffen op Sint Maarten, maar komen nog maar zelden voor op Anguilla en Saint-Barthélemy. In 2022 is de anolis aangetroffen op Aruba.

## Uiterlijke kenmerken
Mannen kunnen een lengte van 72 mm bereiken. Vrouwen hebben een lengte tot 53 mm. Ze zijn lang en slank met een relatief grote snuit. De kleur is olijf tot lichtgroen op de dorsale zijde met een brede streep, en een lichte streep langs de flanken. De buik en keelwam is crèmekleurig tot heldergeel. Mannen kunnen ook grijs-bruine strepen of vlekken hebben.

## Levenswijze
De anolis gingivinus eet voornamelijk insecten. Soms wordt nectar, bloemen en fruit gegeten. Ze zijn prooidieren voor vele soorten vogels. De witoogspotlijster specialiseert op de anolis, en ze vallen vaak ten prooi aan Amerikaanse torenvalken.

## Galerij

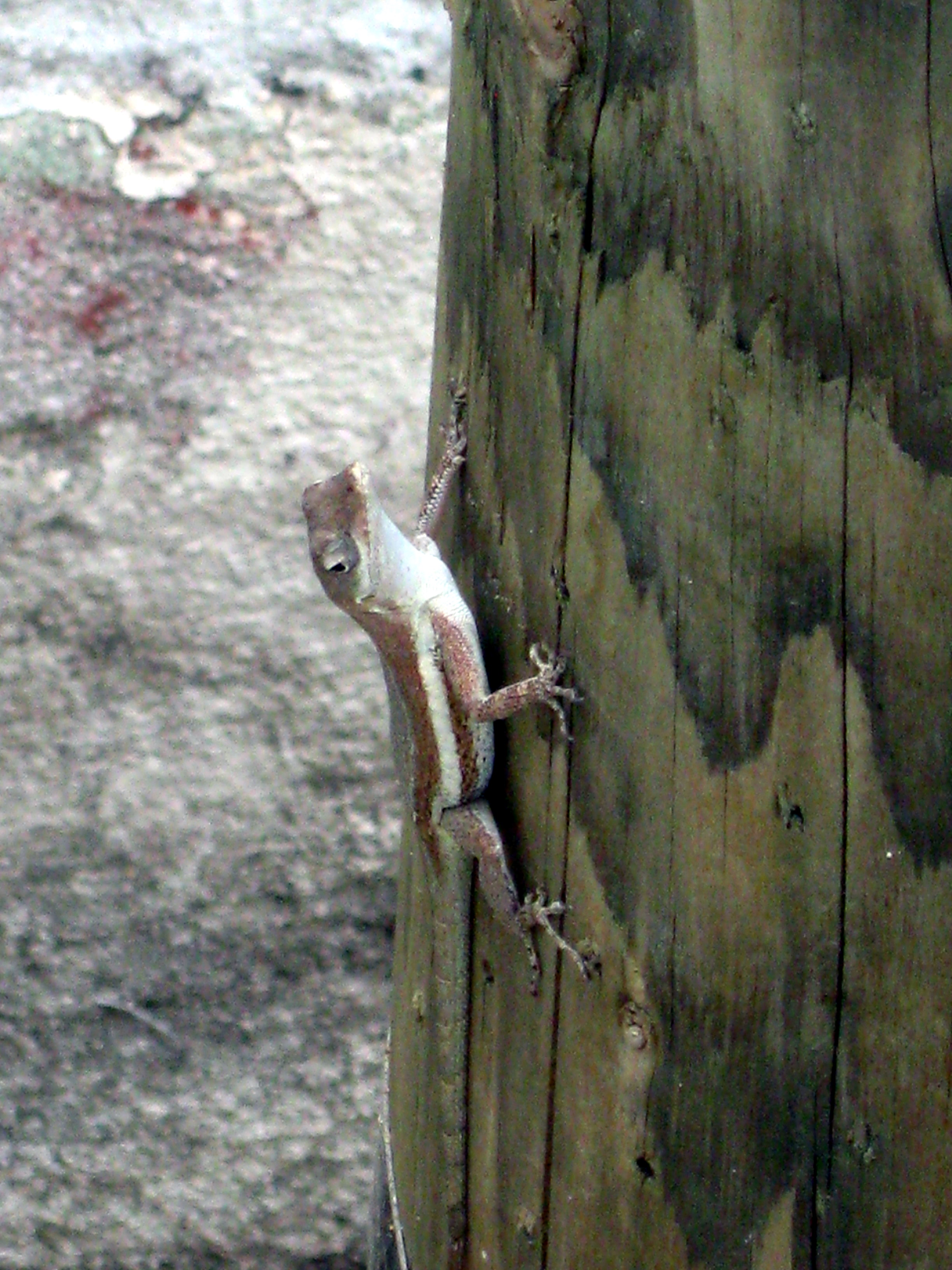
Anolis gingivinus op een boomstam
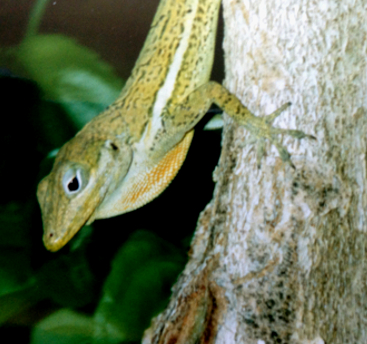
Keelwam van een Anolis gingivinus
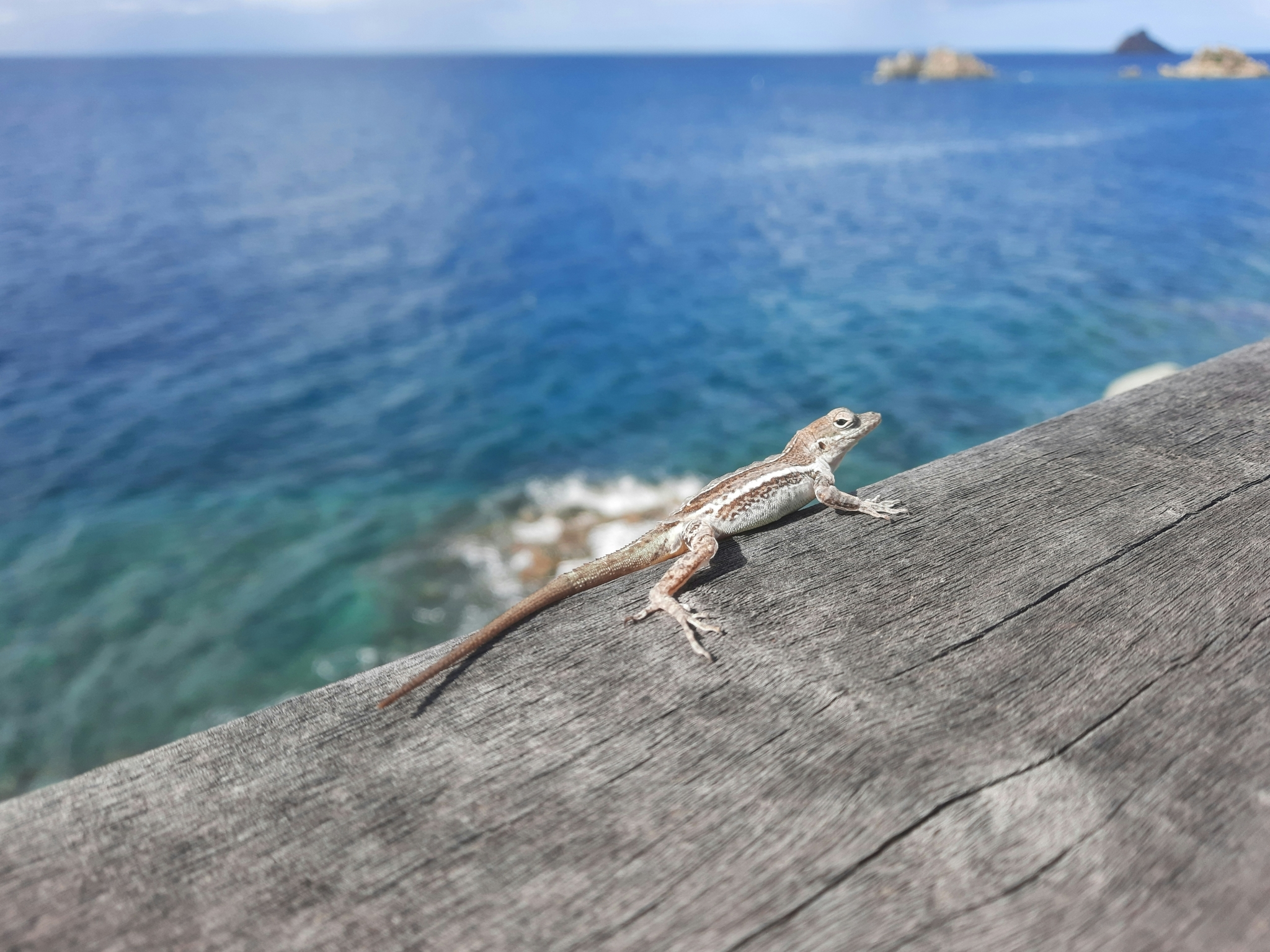
Anolis gingivinus aan zee